# Jovane Cabral
Jovane Eduardo Borges Cabral (sinh ngày 14 tháng 6 năm 1998) là một cầu thủ bóng đá chuyên nghiệp người Cabo Verde hiện đang thi đấu ở vị trí tiền đạo hoặc tiền vệ cánh cho câu lạc bộ Primeira Liga Estrela Amadora và đội tuyển bóng đá quốc gia Cabo Verde.

## Sự nghiệp bóng đá
Vào ngày 20 tháng 8 năm 2016, Cabral có màn ra mắt cho Sporting B trong trận đấu tại LigaPro 2016–17 trước Fafe.

## Sự nghiệp quốc tế
Cabral ra mắt cho the Đội tuyển bóng đá quốc gia Cabo Verde trong chiến thắng giao hữu 2-0 trước Luxembourg vào ngày 28 tháng 3 năm 2017.

## Thống kê sự nghiệp
| # | Ngày                | Địa điểm                           | Đối thủ    | Bàn thắng | Kết quả | Giải đấu |
| - | ------------------- | ---------------------------------- | ---------- | --------- | ------- | -------- |
| 1 | 23 tháng 3 năm 2022 | Sân vận động Source, Orléans, Pháp | Guadeloupe | 1–0       | 2–0     | Giao hữu |

## Danh hiệu
Sporting CP
- Primeira Liga: 2020–21[3]
- Taça de Portugal: 2018–19[4]
- Taça da Liga: 2018–19,[4] 2020–21,[5] 2021–22[6]
- Supertaça Cândido de Oliveira: 2021[7]

Cá nhân
- Bàn thắng của mùa giải tại Primeira Liga: 2018–19[8]